# Juan Martínez de Peralta
Juan Martínez de Peralta (Mendigorria, 1570-Mainar, 5 de octubre de 1629) fue un eclesiástico español que llegó a ser arzobispo de Zaragoza.

## Biografía
Tras realizar sus primeros estudios en Pamplona, estudió Artes y Teología en Alcalá de Henares. Entró en el Monasterio de El Escorial, como miembro de la Orden de San Jerónimo. 
Gracias al apoyo real de Felipe III de España, el 7 de junio de 1621 fue nombrado obispo de Tuy. Tomó posesión mediante un testaferro y apenas ocupó la sede, pues el 13 de junio de 1622 fue nombrado obispo de Zamora. El 29 de enero de 1624 fue nombrado arzobispo de Zaragoza, cargo que ocupó hasta su muerte el 5 de octubre de 1629.
| Predecesor: Fray Pedro González de Mendoza | Arzobispo de Zaragoza 1624-1629 | Sucesor: Martín Terrer |